# Greater London Authority Act 1999
Le Greater London Authority Act 1999 (en français, loi de 1999 sur l'Autorité du Grand Londres) est une loi du Parlement britannique qui crée l'Autorité du Grand Londres, le poste de maire de Londres et l'Assemblée de la ville.

## Historique
La loi est adoptée en 1999, un an après l'approbation par le référendum du 7 mai 1998 de la création de l'Autorité du Grand Londres. La loi définit l'Autorité et ses pouvoirs et crée ses institutions que sont l'Assemblée de Londres, le maire de Londres, ainsi que l'Autorité métropolitaine de police. Elle constitue la plus longue loi adoptée par le Parlement depuis 1935.